# Ilema chalanoides
Ilema chalanoides är en fjärilsart som beskrevs av Alexander Schintlmeister 1994. Ilema chalanoides ingår i släktet Ilema och familjen tofsspinnare. Inga underarter finns listade i Catalogue of Life.